# Coppa Italia di Serie A3 2024-2025
La Coppa Italia di Serie A3 2024-2025, quarta edizione della competizione, si è svolta dal 7 gennaio al 23 febbraio 2025: al torneo hanno partecipato otto squadre di club italiane e la vittoria finale è andata, per la prima volta, alla Folgore Massa.

## Formula
La formula ha previsto quarti di finale, semifinali e finale, tutti disputati in gara unica.

## Squadre partecipanti
| Squadra          | Qualificazione                                          |
| ---------------- | ------------------------------------------------------- |
| Belluno          | 2ª al girone di andata Serie A3 2024-25 (girone bianco) |
| Folgore Massa    | 1ª al girone di andata Serie A3 2024-25 (girone blu)    |
| Gabbiano Mantova | 4ª al girone di andata Serie A3 2024-25 (girone bianco) |
| Impavida Ortona  | 2ª al girone di andata Serie A3 2024-25 (girone blu)    |
| La Bollente      | 3ª al girone di andata Serie A3 2024-25 (girone bianco) |
| New Gioia        | 4ª al girone di andata Serie A3 2024-25 (girone blu)    |
| SportSpecialist  | 3ª al girone di andata Serie A3 2024-25 (girone blu)    |
| Team Club        | 1ª al girone di andata Serie A3 2024-25 (girone bianco) |

## Torneo

### Tabellone
|  | Quarti di finale | Quarti di finale | Quarti di finale |                 |     | Semifinali    | Semifinali | Semifinali |  |  | Finale | Finale | Finale |  |
|  |                  |                  |                  |                 |     |               |            |            |  |  |        |        |        |  |
|  | 1Bi              | Team Club        | 3                |                 |     |               |            |            |  |  |        |        |        |  |
|  | 1Bi              | Team Club        | 3                |                 |     |               |            |            |  |  |        |        |        |  |
|  | 4Bi              | Gabbiano Mantova | 1                |                 |     |               |            |            |  |  |        |        |        |  |
|  | 4Bi              | Gabbiano Mantova | 1                |                 | 1Bi | Team Club     | 3          |            |  |  |        |        |        |  |
|  |                  |                  |                  |                 | 1Bi | Team Club     | 3          |            |  |  |        |        |        |  |
|  |                  |                  | 2Bl              | Impavida Ortona | 0   |               |            |            |  |  |        |        |        |  |
|  | 2Bl              | Impavida Ortona  | 2Bl              | Impavida Ortona | 0   | 3             |            |            |  |  |        |        |        |  |
|  | 2Bl              | Impavida Ortona  |                  |                 |     |               |            |            |  |  |        |        |        |  |
|  | 3Bl              | SportSpecialist  | 1                |                 |     |               |            |            |  |  |        |        |        |  |
|  | 3Bl              | SportSpecialist  | 1                |                 | 1Bi | Team Club     | 0          |            |  |  |        |        |        |  |
|  |                  |                  |                  |                 |     |               |            |            |  |  |        |        |        |  |
|  |                  |                  | 1Bl              | Folgore Massa   | 3   |               |            |            |  |  |        |        |        |  |
|  | 1Bl              | Folgore Massa    | 1Bl              | Folgore Massa   | 3   | 3             |            |            |  |  |        |        |        |  |
|  | 1Bl              | Folgore Massa    |                  |                 |     |               |            |            |  |  |        |        |        |  |
|  | 4Bl              | New Gioia        | 0                |                 |     |               |            |            |  |  |        |        |        |  |
|  | 4Bl              | New Gioia        | 0                |                 | 1Bl | Folgore Massa | 3          |            |  |  |        |        |        |  |
|  |                  |                  |                  |                 | 1Bl | Folgore Massa | 3          |            |  |  |        |        |        |  |
|  |                  |                  | 2Bi              | Belluno         | 2   |               |            |            |  |  |        |        |        |  |
|  | 2Bi              | Belluno          | 2Bi              | Belluno         | 2   | 3             |            |            |  |  |        |        |        |  |
|  | 2Bi              | Belluno          |                  |                 |     |               |            |            |  |  |        |        |        |  |
|  | 3Bi              | La Bollente      | 1                |                 |     |               |            |            |  |  |        |        |        |  |

### Risultati

#### Quarti di finale
| 7 gennaio 2025 PalaBarbazza, San Donà di Piave Durata: 1h:51 - Spettatori: ? | Team Club       | 3 - 1 | Gabbiano Mantova | 25-23, 25-18, 21-25, 25-19 |
| 8 gennaio 2025 Palasport Comunale, Ortona Durata: 1h:39 - Spettatori: ?      | Impavida Ortona | 3 - 1 | SportSpecialist  | 25-21, 25-11, 19-25, 25-23 |
| 8 gennaio 2025 PalAtigliana, Sorrento Durata: 1h:26 - Spettatori: ?          | Folgore Massa   | 3 - 0 | New Gioia        | 25-21, 25-18, 25-22        |
| 8 gennaio 2025 Spes Arena, Belluno Durata: 1h:50 - Spettatori: ?             | Belluno         | 3 - 1 | La Bollente      | 25-23, 21-25, 25-23, 25-17 |

#### Semifinali
| 22 febbraio 2025 Palazzetto dello Sport, Longarone Durata: 2h:04 - Spettatori: ? | Folgore Massa | 3 - 2 | Belluno         | 26-24, 25-20, 18-25, 17-25, 15-13 |
| 22 febbraio 2025 Palazzetto dello Sport, Longarone Durata: 1h:17 - Spettatori: ? | Team Club     | 3 - 0 | Impavida Ortona | 25-19, 25-19, 25-20               |

#### Finale
| 23 febbraio 2025 Palazzetto dello Sport, Longarone Durata: 1h:17 - Spettatori: 899 | Folgore Massa | 3 - 0 | Team Club | 25-21, 25-21, 25-17 |